# Loray
Loray est une commune française située dans le département du Doubs, la région culturelle et historique de Franche-Comté et la région administrative Bourgogne-Franche-Comté.
Les habitants de Loray sont appelés les Loraitins  et Loraitines (ou les Cabas en patois).

## Géographie

### Toponymie
Loray en 1263 ; Lorai en 1305.
Loray est une commune de l'est de la France, près de Pierrefontaine-les-Varans, Valdahon, Orchamps-Vennes à environ 43 km à l'est de Besançon, sur la Route des micro-techniques entre Morteau et Besançon.
Son point culminant est la Roche-Barchey à environ 1 000 m d'altitude.
Altitude marquée : 
- au pied de l'église : 747 mètres ;
- à la Roche Barchey : 988 mètres.

### Climat
Pour des articles plus généraux, voir Climat de la Bourgogne-Franche-Comté et Climat du Doubs.
En 2010, le climat de la commune est de type climat de montagne, selon une étude du Centre national de la recherche scientifique s'appuyant sur une série de données couvrant la période 1971-2000. En 2020, Météo-France publie une typologie des climats de la France métropolitaine dans laquelle la commune est exposée à un climat de montagne ou de marges de montagne et est dans la région climatique  Jura, caractérisée par une forte pluviométrie en toutes saisons (1 000 à 1 500 mm/an), des hivers rigoureux et un ensoleillement médiocre. 
Pour la période 1971-2000, la température annuelle moyenne est de 7,9 °C, avec une amplitude thermique annuelle de 16,7 °C. Le cumul annuel moyen de précipitations est de 1 453 mm, avec 13,5 jours de précipitations en janvier et 11,1 jours en juillet. Pour la période 1991-2020, la température moyenne annuelle observée sur la station météorologique de Météo-France la plus proche, « Adam-lès-Vercel », sur la commune d'Adam-lès-Vercel à 8 km à vol d'oiseau, est de 9,8 °C et le cumul annuel moyen de précipitations est de 1 510,7 mm. 
La température maximale relevée sur cette station est de 38,4 °C, atteinte le 24 juillet 2019 ; la température minimale est de −22,9 °C, atteinte le 2 mars 2005,,. 
Les paramètres climatiques de la commune ont été estimés pour le milieu du siècle (2041-2070) selon différents scénarios d'émission de gaz à effet de serre à partir des nouvelles projections climatiques de référence DRIAS-2020. Ils sont consultables sur un site dédié publié par Météo-France en novembre 2022.

## Urbanisme

### Typologie
Au 1er janvier 2024, Loray est catégorisée commune rurale à habitat dispersé, selon la nouvelle grille communale de densité à 7 niveaux définie par l'Insee en 2022.
Elle est située hors unité urbaine et hors attraction des villes,.

### Occupation des sols
L'occupation des sols de la commune, telle qu'elle ressort de la base de données européenne d’occupation biophysique des sols Corine Land Cover (CLC), est marquée par l'importance des forêts et milieux semi-naturels (50,3 % en 2018), en diminution par rapport à 1990 (56,5 %). La répartition détaillée en 2018 est la suivante : 
forêts (50,3 %), prairies (28,8 %), zones agricoles hétérogènes (16,7 %), zones urbanisées (4,1 %). L'évolution de l’occupation des sols de la commune et de ses infrastructures peut être observée sur les différentes représentations cartographiques du territoire : la carte de Cassini (XVIIIe siècle), la carte d'état-major (1820-1866) et les cartes ou photos aériennes de l'IGN pour la période actuelle (1950 à aujourd'hui).

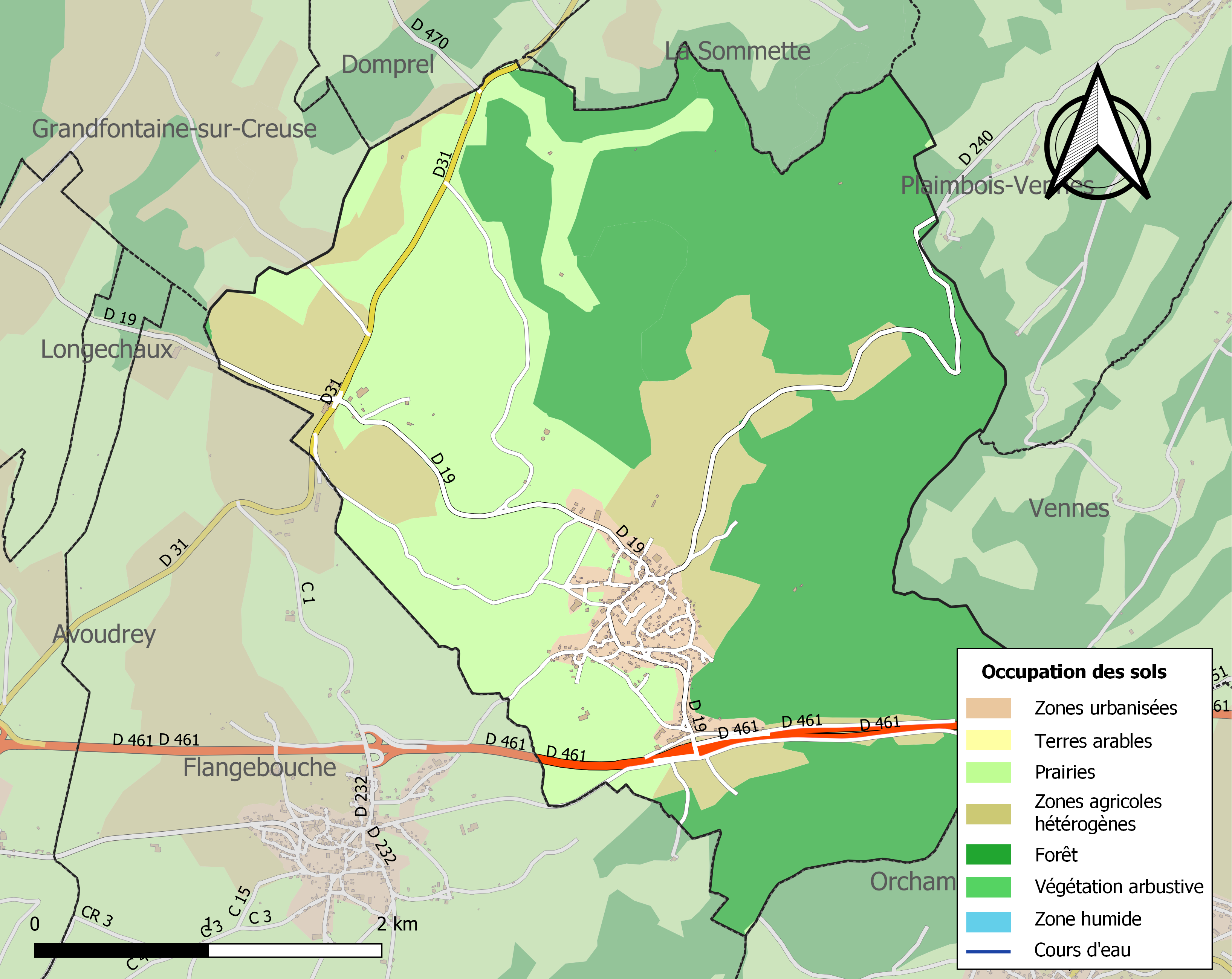
Carte des infrastructures et de l'occupation des sols de la commune en 2018 (CLC).

## Histoire
Des livres contant l'histoire de ce village sont consultables à la mairie, où l'on peut également consulter l'ouvrage intitulé La route des communes version Doubs. La fondation de ce village remonte à avant l'an 1100.
D'après la liste des tornades (List of European tornadoes and tornado outbreaks), une partie du village aurait été soumise à une tornade le 9 juin, 1935. Cela s'est passé au lieu-dit de "Martinvaux" où l'on peut maintenant voir quelques ruines de maisons le long de la rivière.
D'après le livre La guerre de Dix Ans, 1634-1644, Martinvaux aurait été fondé en 1639 par des habitants de Loray.
En 2020, la commune met en place un site internet.

## Politique et administration
| Période                                  | Période                   | Identité                                      | Étiquette | Qualité                        |
| ---------------------------------------- | ------------------------- | --------------------------------------------- | --------- | ------------------------------ |
| 2014                                     | En cours (au 31 mai 2020) | Claude Roussel Réélu pour le mandat 2020-2026 | SE        | employé de banque              |
| 1989                                     | 2014                      | Jean-Marie POBELLE                            | UMP       | agriculteur/conseiller général |
| 1977                                     | 1989                      | Christian MAILLOT                             |           | instituteur                    |
| 1959                                     | 1977                      | Hubert VIEILLE                                |           | exploitant forestier           |
| 1935                                     | 1959                      | Léon HENRIOT                                  |           | agriculteur                    |
| 1918                                     | 1935                      | Clément GUYOT-JEANNIN                         |           | agriculteur                    |
| 1905                                     | 1918                      | Eugène POBELLE                                |           | agriculteur                    |
| 1897                                     | 1905                      | Louis GUYOT-JEANNIN                           |           |                                |
| 1849                                     | 1849?                     | BRULOT                                        |           |                                |
| 1841                                     | 1841?                     | S. MONNIER                                    |           |                                |
| Les données manquantes sont à compléter. |                           |                                               |           |                                |

Prêtres de la paroisse (du plus récent au plus anciens)
- l'abbé Amiot
- l'abbé Javaux
- l'abbé Barbier
- l'abbé Landry
- l'abbé Deray
- l'abbé Guillaume
- l'abbé Tournier (..1841-1849..)

## Démographie
L'évolution du nombre d'habitants est connue à travers les recensements de la population effectués dans la commune depuis 1793. Pour les communes de moins de 10 000 habitants, une enquête de recensement portant sur toute la population est réalisée tous les cinq ans, les populations de référence des années intermédiaires étant quant à elles estimées par interpolation ou extrapolation. Pour la commune, le premier recensement exhaustif entrant dans le cadre du nouveau dispositif a été réalisé en 2004.

En 2022, la commune comptait 636 habitants, en évolution de +27,71 % par rapport à 2016 (Doubs : +1,88 %, France hors Mayotte : +2,11 %).
| 1793 | 1800 | 1806 | 1821 | 1831 | 1836 | 1841 | 1846 | 1851 |
| ---- | ---- | ---- | ---- | ---- | ---- | ---- | ---- | ---- |
| 442  | 424  | 343  | 385  | 418  | 471  | 578  | 567  | 561  |

| 1856 | 1861 | 1866 | 1872 | 1876 | 1881 | 1886 | 1891 | 1896 |
| ---- | ---- | ---- | ---- | ---- | ---- | ---- | ---- | ---- |
| 511  | 526  | 544  | 547  | 522  | 525  | 523  | 539  | 552  |

| 1901 | 1906 | 1911 | 1921 | 1926 | 1931 | 1936 | 1946 | 1954 |
| ---- | ---- | ---- | ---- | ---- | ---- | ---- | ---- | ---- |
| 527  | 519  | 512  | 441  | 409  | 385  | 399  | 414  | 407  |

| 1962 | 1968 | 1975 | 1982 | 1990 | 1999 | 2004 | 2006 | 2009 |
| ---- | ---- | ---- | ---- | ---- | ---- | ---- | ---- | ---- |
| 368  | 356  | 305  | 365  | 372  | 404  | 433  | 435  | 481  |

| 2014 | 2019 | 2022 | - | - | - | - | - | - |
| ---- | ---- | ---- | - | - | - | - | - | - |
| 487  | 564  | 636  | - | - | - | - | - | - |

## Économie
Ces principales ressources proviennent du bois, de l'agriculture de l'élevage. Il y a aussi un centre équestre, un hôtel, et des artisans.
L'électricité a été installée pour Noël 1927 ;
l'eau en 1951 ;
les canalisations d'égouts en 1974.

## Culture locale et patrimoine

### Lieux et monuments
- Église Saint Michel : vieille église néo-romane avec son beau clocher, entourée de marronniers.
- 3 fontaines et anciens lavoirs, dont la fontaine-lavoir de Loray (ou Fontaine ronde), œuvre de l'architecte Delacroix inscrite aux monuments historiques en 1979.
- Lieux-dits : « Martinvaux » ou l'on y trouve seulement quelques fermes et la source de la Reverotte;  « Niellans » avec quelques maisons et le centre équestre ; « la Roche-Barchey » le sommet de la montagne culminant à 988 mètres.
- La croix de cimetière de Loray classée aux monuments historiques depuis 1906.
- .Monument aux morts orné du Poilu victorieux, œuvre d'Eugène Bénet[21].

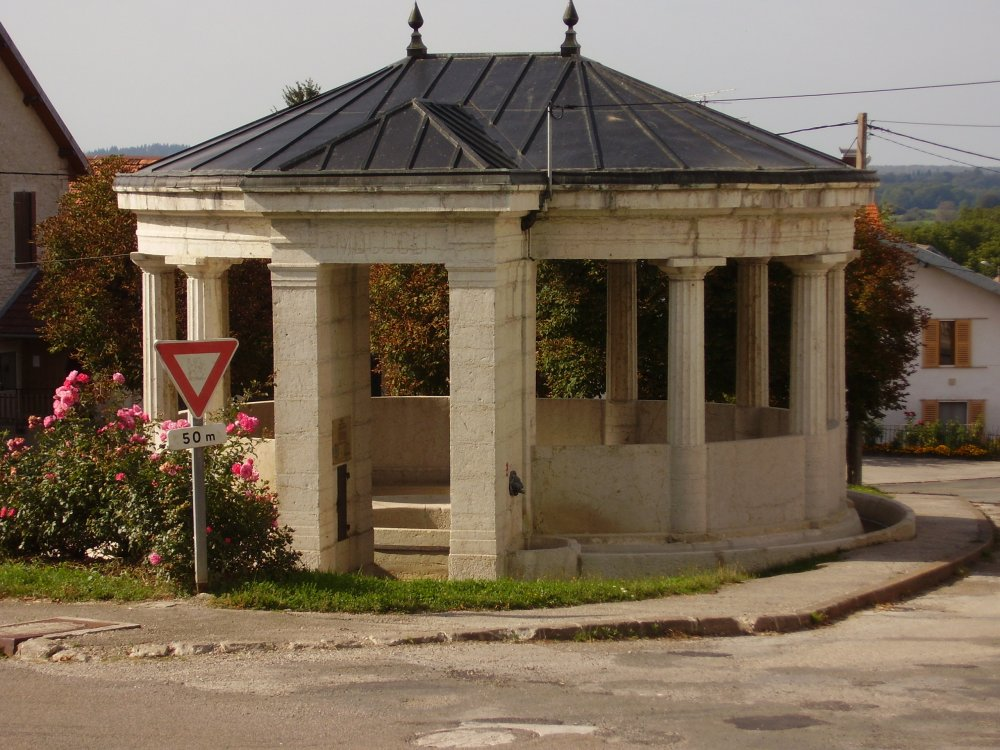
La fontaine ronde de Loray - septembre 2006.
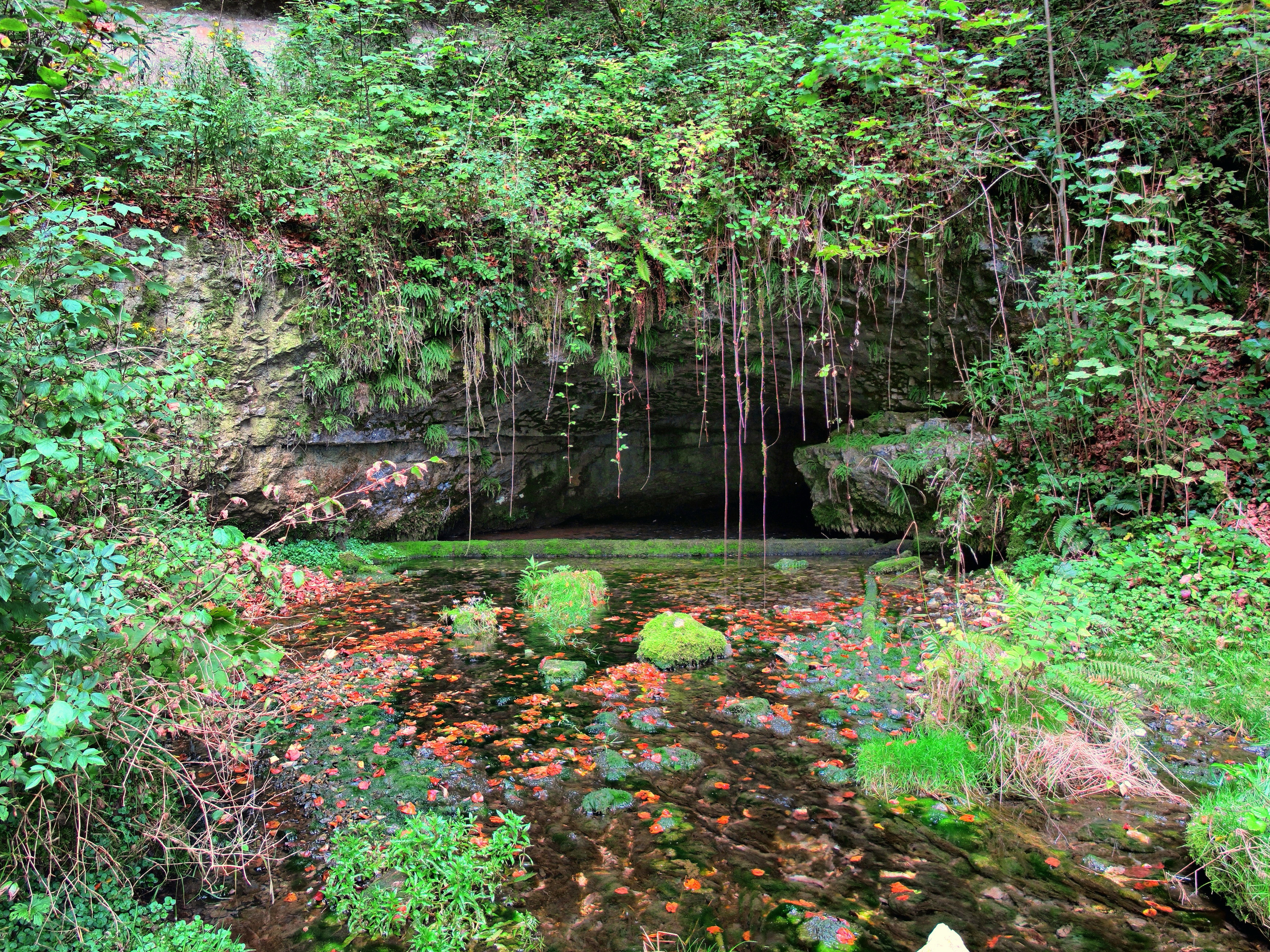
La source de la Reverotte à Martinvaux.
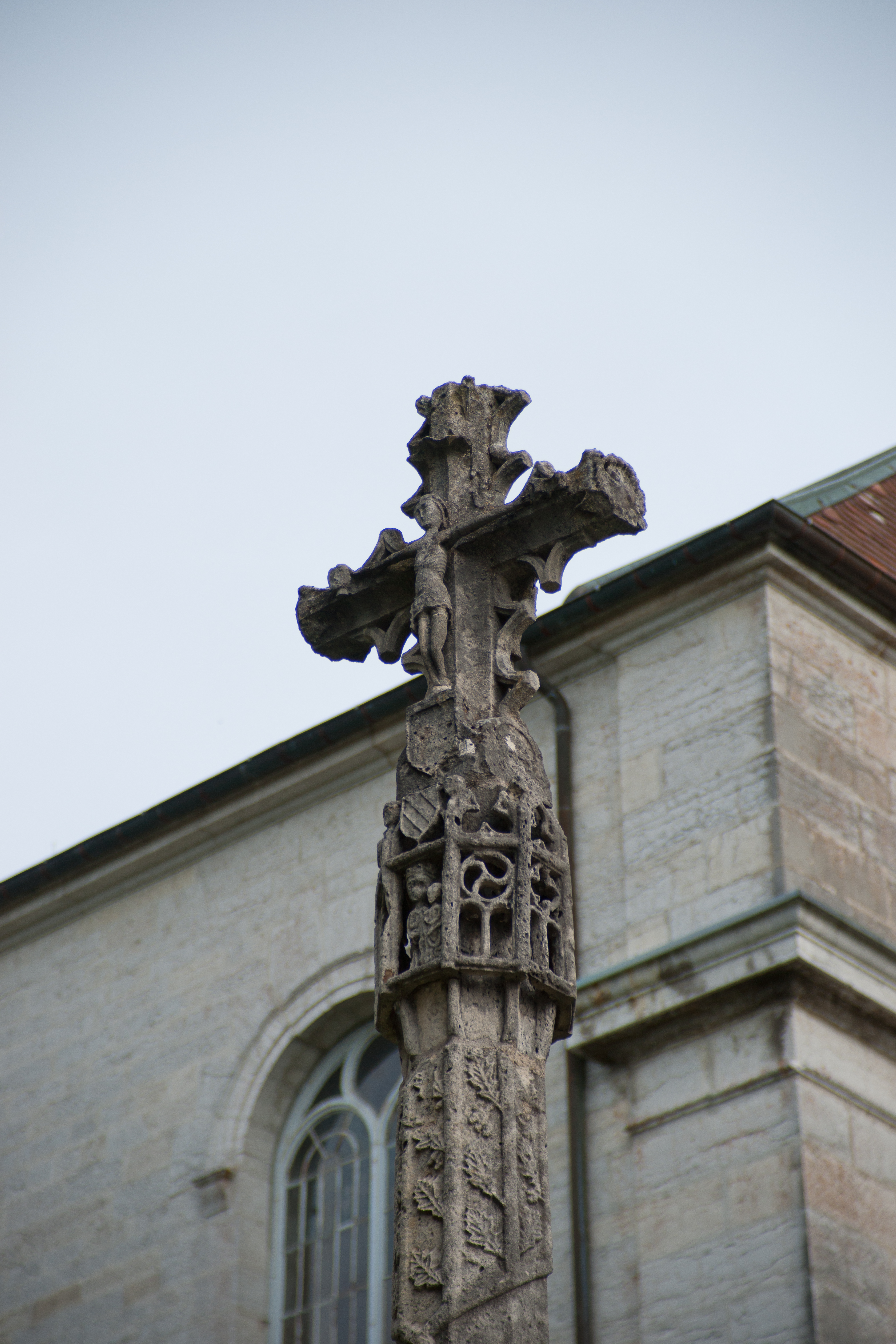
Détail de la croix de cimetière de Loray.

### Personnalités liées à la commune
L'abbé Donat Landry (1883-1944), curé de Loray depuis 1933, mort le 12 août 1944 victime des sévices nazis.
Antoine Boileau, jeune entrepreneur de Loray, gérant de l'entreprise Délicassie basée aux âges de Loray, a tenté de battre le record du monde du plus long train en pain d'épices à l'occasion du Téléthon 2017 à Orchamps-Vennes. Le nouveau record est établi à 290,685m. Les 450 wagons ont été vendus ou distribués aux restaurants du cœur,.

### Héraldique
La famille de Loray portait pour armes : « D'argent à une tête de bouc de gueules, cornée et lampassée d'azur ».